# Concert per a piano núm. 5 (Saint-Saëns)
El Concert per a piano núm. 5 en fa major, Op. 103, popularment conegut com L'Egipci, va ser el darrer concert per a piano compost per Camille Saint-Saëns l'any 1896 en ocasió del Concert de Jubileu, celebrat el 6 de maig, per a commemorar el cinquantè aniversari del debut del compositor a la Sala Pleyel, l'any 1846. El sobrenom de 'L'Egipci' li va ser donat perquè Saint-Saëns el va compondre durant una de les seues freqüents visites hivernals a Luxor, i perquè inclou temes d'inspiració oriental. El mateix Saint-Saëns va ser el solista de l'estrena, que va resultar un èxit de públic i crítica.

## Origen i context
Es tracta d'una mescla descriptiva de música inspirada en els nombrosos viatges de Saint-Saëns arreu del món. Saint-Saëns era un gran viatger, que va visitar llocs tan diversos com Algèria, Sri Lanka, Brasil, els Estats Units d'Amèrica o Àsia Sud-oriental. El concert es troba entre les peces més exòtiques del compositor, mostrant influències de la música javanesa, la música espanyola i la música del Pròxim Orient. Saint-Saëns va dir que el concert representava un viatge per mar.
L'Allegro animato alterna dos temes contrastats. Comença apaciblement, introduint un simple tema per part del piano, per a posteriorment anar incrementant la seua energia amb cada nova variació del tema, amb una part del piano caracteritzada per la seua brillantesa i la seua dificultat tècnica. La música es dissol cap a una secció més lenta, amb un tema profundament melancòlic que recorda l'Andante sostenuto del segon Concert per a piano del compositor. Suggerint les ones del mar, els dos temes s'entremesclen fins a desembocar en una suggestiva coda.
L'Andante, tradicionalment el més lent i expressiu moviment en la forma concertant, comença literalment amb una detonació; els timbals subratllen un acord orquestral seguit per una secció de les cordes intensament rítmica i uns exòtics moviments ascendents i descendents del piano. Aquesta emocionant introducció deixa pas a l'exposició temàtica, basada en una cançó d'amor nubiana, que Saint-Saëns va sentir cantar als mariners en un creuer pel riu Nil en un vaixell 'dahabiah'. Brillant i exòtica, aquesta és la primera manifestació dels sons egipcis en l'obra, i probablement l'origen del seu sobrenom. Cap a la fi de la secció, el piano i l'orquestra produeixen sonoritats impressionistes, evocant grills i granotes.
El solista comença el tercer moviment, Molto allegro, amb rebomboreigs que suggereixen el so de les hèlixs d'un vaixell, abans d'exposar un vigorós i dens primer tema que es desplega amb rapidesa sobre el piano. El piano continua el seu vertiginós moviment mentre les fustes i les cordes anuncien una nova melodia. Els dos temes es combinen i se sobreposen, creant una tensió que Saint-Saëns usa per a crear un efecte espectacular, concloent el moviment amb una triomfant fanfàrria. Posteriorment adaptaria aquests temes, l'any 1899, per a la Toccata que tanca la sèrie d'Estudis Opus 111.

## Moviments
Els seus moviments són:
1. Allegro animato
2. Andante
3. Molto allegro